# Мухитдинов, Мамаджан
Мамаджан Мухитдинов (5 мая 1927, Наманган, Андижанский округ — 8 февраля 2002) — узбекский, ранее советский шахматист, деятель советского шахматного движения, историк шахмат. мастер спорта СССР (1956), заслуженный тренер Узбекской ССР (1965), международный арбитр (1987).
Автор книг: «Итоги трёх матчей» (1960), «Шахматы в Узбекистане» (1961, 1972), «Шахматы» (1962, 1972, 1983), «Шахматы и литература» (1969), «64 клетки, 32 фигуры» (1975), «Мемориалы Азмиддина Ходжаева» (1980, 1986), «Конь ходит — слон играет: 40 шахматных лет» (1982), «Династия Агзамовых» (1984), «Чудо мысли: Очерки о шахматах и шахматистах» (1986), «Девятнадцать чемпионов мира: Рассказы из истории шахмат» (1988), «Поединки шахматных звёзд: Рассказы о соперничестве Каспарова и Карпова» (1989).

## Биография
Выиграв в 1956 квалификационный матч у В. Соловьёва — 7½ : 5½ (+3 —1 =9), стал первым мастером спорта среди узбекских шахматистов; 4-кратный чемпион Узбекской ССР (1952, 1954, 1957, 1965) и 3-кратный чемпион СССР среди сельских шахматистов (1960, 1962, 1968). Участник 2—4-й Спартакиад народов СССР (1959—1967). В международных турнирах стран Азии — Ташкент (1959) и Ашхабад (1961)—2-е место. Представлял общество «Локомотив».
Автор многих книг по истории шахмат в Средней Азии.
Председатель (1961—1982), заместитель председателя (с 1983) шахматной федерации Узбекистана. Редактор шахматных отделов в газете «Советский Узбекистан» (с 1956) и в журнале «Гулистан» (с 1967). Кандидат исторических наук.

## Книги
- Шахматы и литература, Ташкент, 1969;
- Шахматы в Узбекистане, 2 издание, Ташкент, 1972;
- Шахматы, 2 издание, Ташкент, 1972;
- 64 клетки. 32 фигуры, Ташкент, 1975;
- Династия Агзамовых, Ташкент, 1984 (все на узбекском языке);
- Мемориалы Азмиддина Ходжаева, Ташкент, 1980.